# Wolfratshausen
Wolfratshausen település Németországban, azon belül Bajorországban. Lakosainak száma 19 499 fő (2023. december 31.). Wolfratshausen Egling községgel határos.

## Népesség
A település népessége az elmúlt években az alábbi módon változott:
| Lakosok száma | 1821 | 4891 | 12 309 | 17 992 | 17 580 | 17 843 | 18 237 | 18 666 | 18 984 | 19 499 |
|               | 1875 | 1950 | 1975   | 2010   | 2012   | 2013   | 2015   | 2017   | 2021   | 2023   |

## Fekvése
Rosenheimtől nyugatra, az Oster-tavaktól (Osterseen) keletre fekvő település.

## Története

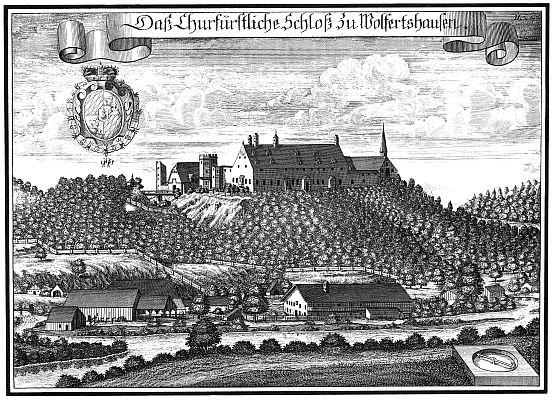
A város egykori vára egy régi metszeten

A városka a vízi utak fontos csomópontjában jött létre. Nevét már 768-ban említették. A város fölött, a Schlossbergen 1100 körül épült várkastély romjaiból mára csak az erődített fal egy szakasza látható.
Az egy utcából álló városkát egykor délről és északról városkapu védte. A városnak színesre festett házsorai, szép 17. századi városházája.
A város 1484-ben épült plébániatemplomát később háromhajós csarnoktemplommá bővítették. A templom építését 1631-ben fejezték be, de rá egy évre a svéd csapatok lerombolták. A templom az újjáépítés után 1650-ben nyerte el jelenlegi alakját: különlegesen karcsú, magas tornyát. 1659-1661 között készült fehérarany, szőlőindás díszítésű főoltárát helyi mester: Lukas Herle készítette.
Wofrathausen szomszédságában húzódik a Puplinger Au természetvédelmi övezet, mely különleges növényeiről nevezetes (encián, orchidea). A környék alpesi vidékre jellemző növényzetének magvait az Isar vize sodorta magával és rakta le itt.
A település határában található a Märchenwald nevű meseváros, vagy miniváros, ahol a környék várainak, középületeinek makettjeit építették fel.

## Nevezetességek
- Várkastély maradványai
- Városháza - 17. században épült.
- Plébániatemplom - 1484-ben épült, mai alakját 1650-ben nyerte el.
- Puplinger Au - természetvédelmi terület
- Märchenwald - meseváros, a környék nevezetes épületeinek makettjeivel
- Nantwein búcsújáró temploma (Wallfahrtskirche Nantwein) - a várostól északkeletre található. A templomot az 1297-ben szentté avatott Nantovinus tiszteletére emelték.

## Galéria

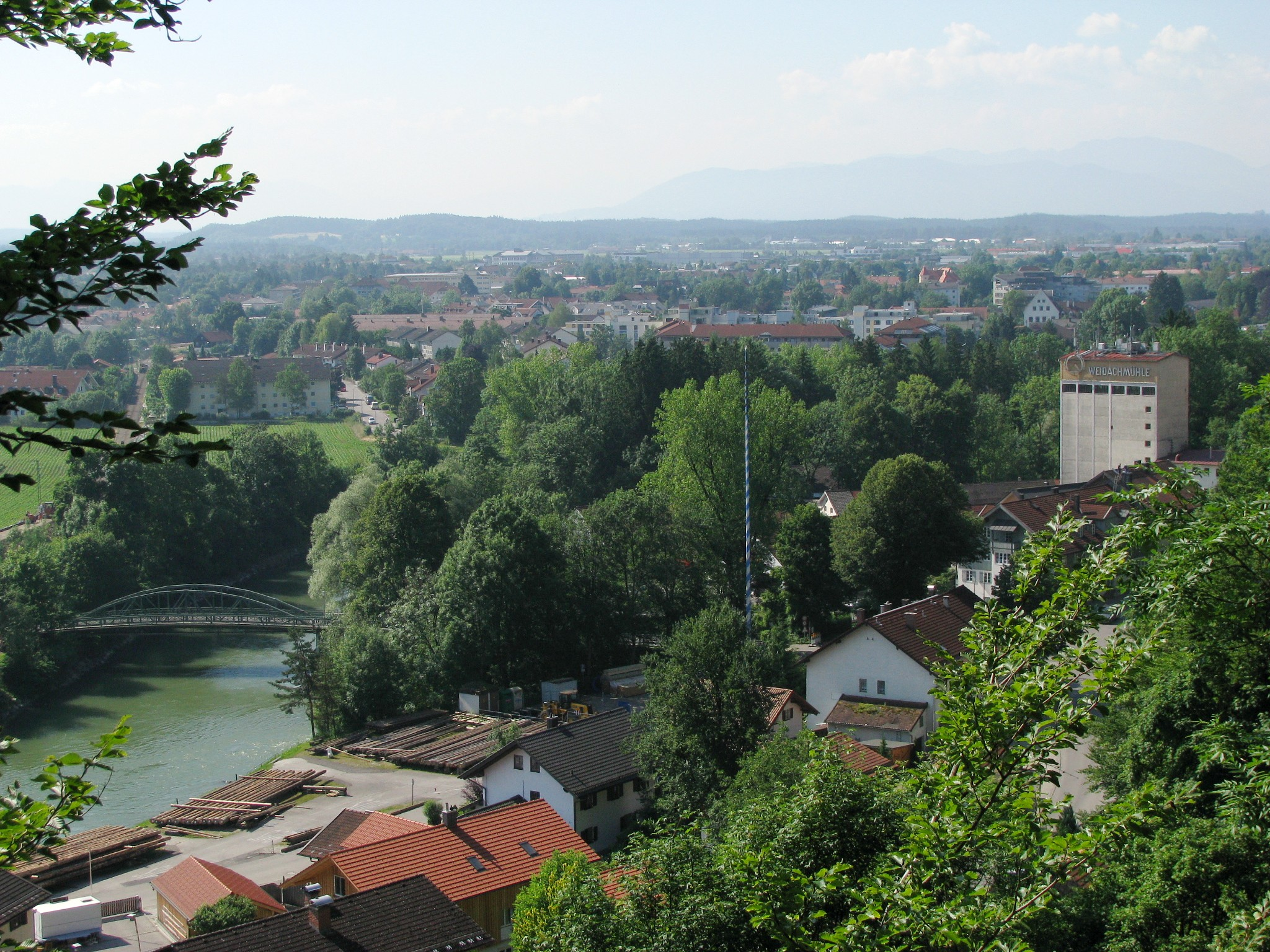
A város látképe
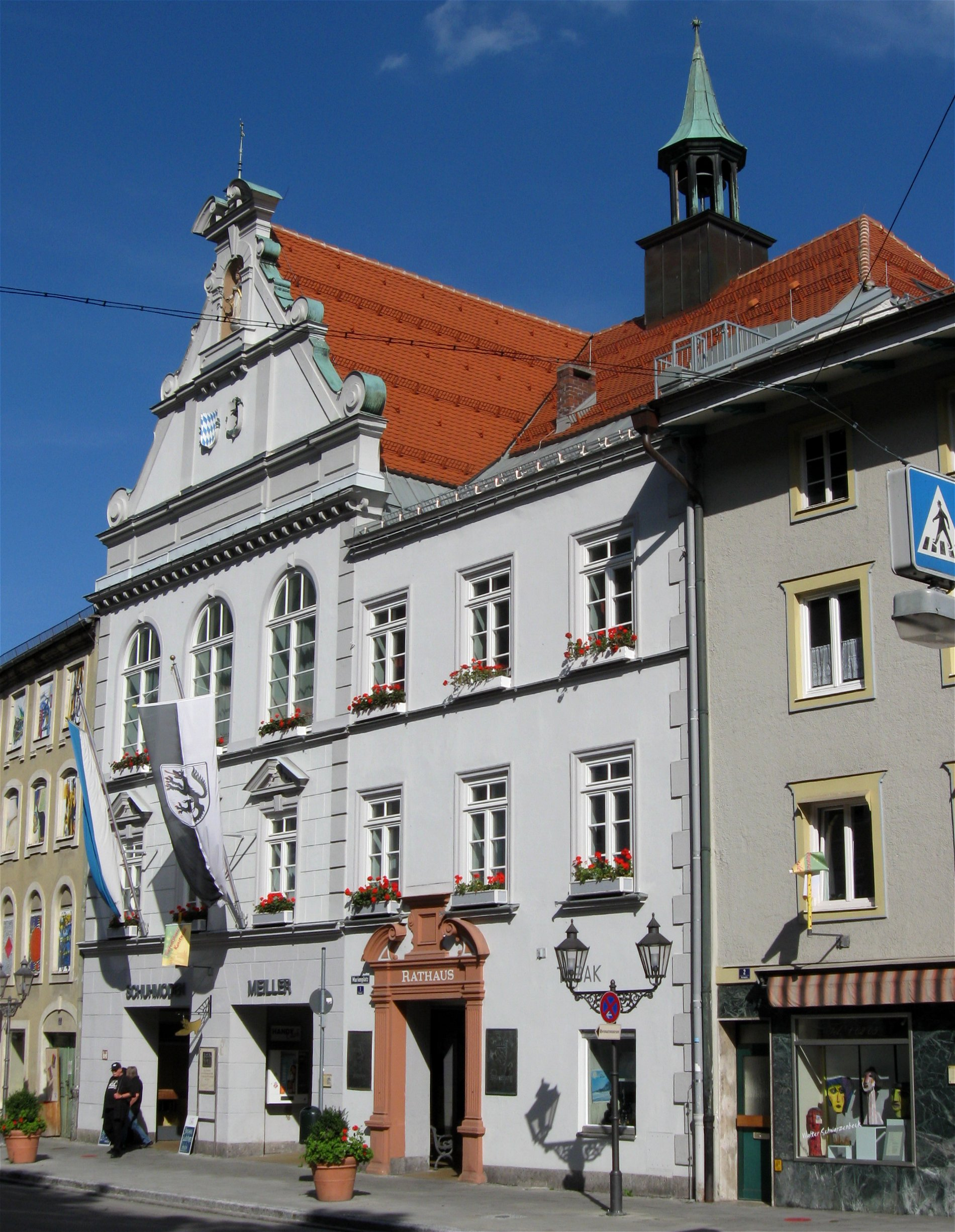
Városháza
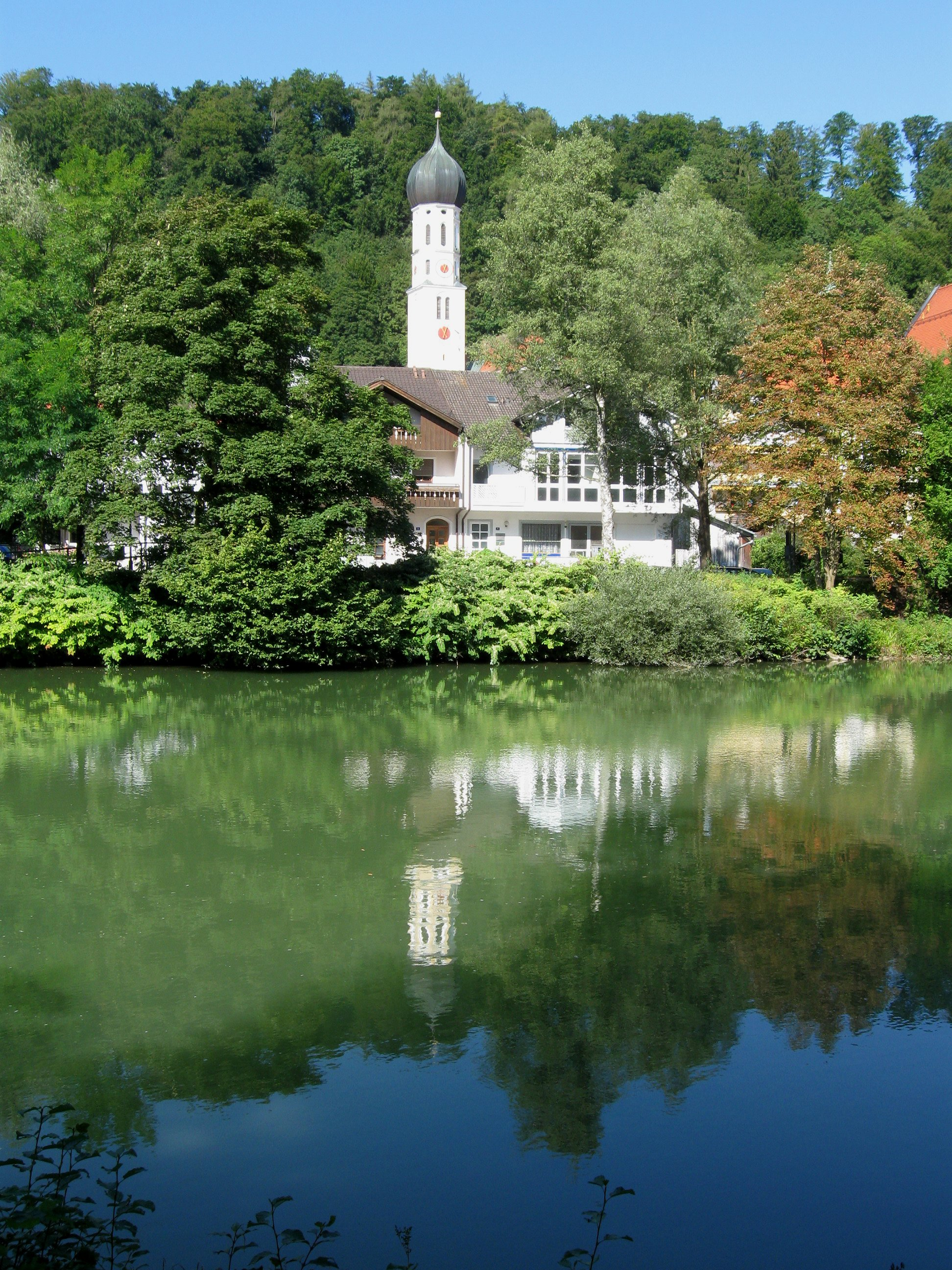
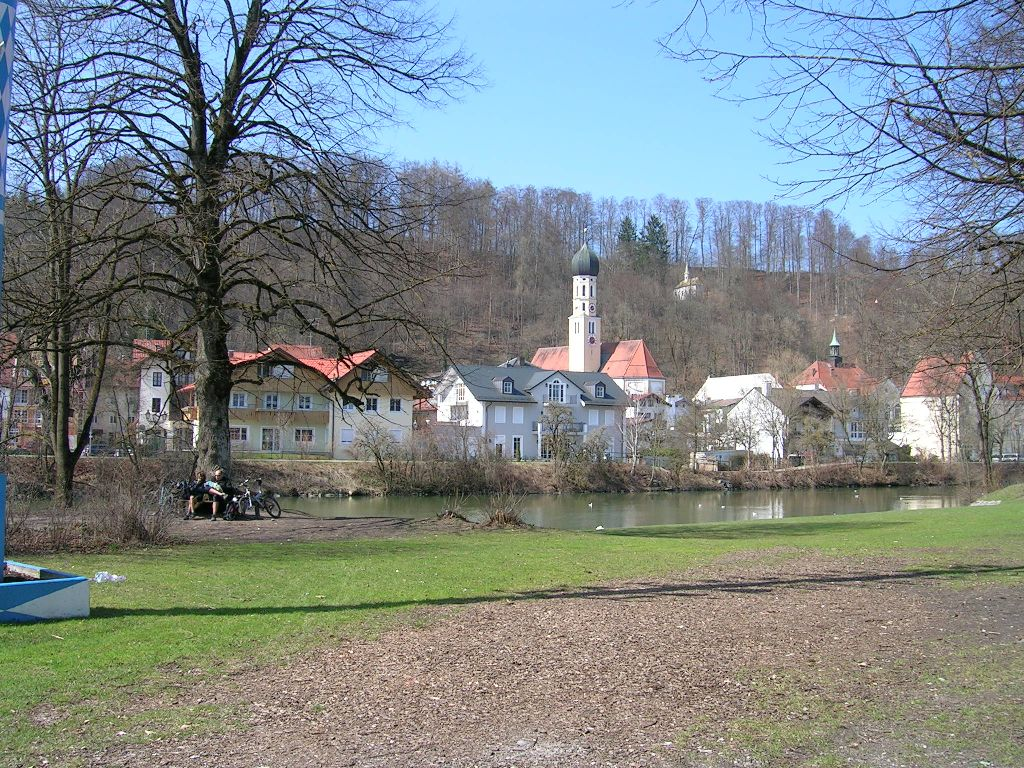